# Cratere Weyl
Weyl è un grande cratere lunare di 122,82 km situato nella parte nord-orientale della faccia nascosta della Luna.